# Landbouwshow

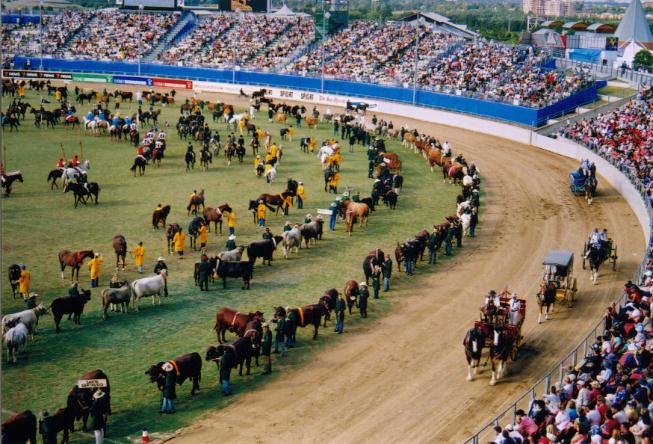
Een Amerikaanse parade op een landbouwshow.

Een landbouwshow is een publiek evenement waarbij landbouwmachinerie en vee tentoongesteld wordt. Er kunnen sport, spel en competities aan de orde komen die verbonden zijn aan landbouw en veeteelt, evenals veekeuringen, een boerenmarkt, taartbak-wedstrijden en muziek. Doel van de shows is het tentoonstellen en eren van het werk van boeren, veefokkers, cowboys/veedrijvers. tuinders en hobbyfokkers (o.a. honden en kippen). De show komt onder een groot aantal verschillende namen voor, onder meer "Town en County Fair", "County Show", en "Landbouwdag".
Landbouwshows vormen een belangrijk element in het culturele leven in veel kleine plattelandsdorpen en steden. Voor de ontwikkeling van het moderne vervoer waren veel boerderijen tamelijk geïsoleerd en zelfvoorzienend. De show voorzag dan ook in de behoefte om andere mensen te ontmoeten. Het werven van personeel, dat doorgaans op jaarcontract werkte, en het koppelen/laten ontmoeten van jonge mensen voor huwelijkskandidaten, waren vaak onofficiële elementen van de show.
De oudste bekende landbouwshow werd georganiseerd door de Salford Agricultural Society in Lancashire, Groot-Brittannië, in 1768.
Sinds 1996 bestaat in Nederland de Farm & Country Fair, een landbouwshow in IJzerlo (Achterhoek).